# Sjøvegan
Sjøvegan è un villaggio della Norvegia, situato nella municipalità di Salangen, nella contea di Troms.